# Jałowiec chiński
Jałowiec chiński (Juniperus chinensis) – gatunek zimozielonego krzewu lub drzewa należący do rodziny cyprysowatych (Cupressaceae). Zasięg obejmuje Azję wschodnią od Wysp Kurylskich i Sachalinu, poprzez Wyspy Japońskie, Koreę, Mongolię i Chiny, po Mjanmę na południu. W Chinach rośnie na obszarach górskich do rzędnej 2300 m n.p.m. Popularny w uprawie, choć tylko pod postacią odmian ozdobnych, forma typowa jest rzadka w kolekcjach botanicznych.

## Morfologia
PokrójBardzo zmienny. Jest to duży, szybko rosnący, zimozielony krzew lub drzewo do 20 m wysokości.
LiścieIgiełkowate i łuskowate. Igły osiągają 8–15 mm długości, są sztywne, kłujące i zebrane w okółkach po 2 lub 3. U nasady z białawym nalotem woskowym. Łuski są drobne, tępe i przylegają do pędów.
NasionaPowstają w kulistych szyszkojagodach osiągających do 10 mm średnicy. Dojrzewają w drugim roku.

## Zastosowanie
Gatunek uprawiany jako roślina ozdobna. W Europie Środkowej uprawiane są głównie odmiany krzewiaste w parkach i ogrodach. 

## Uprawa
WymaganiaLubi gleby wilgotne, przepuszczalne. Bardzo dobrze znosi suszę i upały. Gatunek odporny także na szkodliwe czynniki środowiskowe, też klimatyczne.